# 劉偉健
劉偉健（英語：Kurtis Lau Wai-kin，遊戲代號：Toyz，1992年6月9日—），是一名網路遊戲實況主兼YouTuber，曾經為英雄聯盟電子競技職業選手，並獲得英雄聯盟2012賽季世界大賽冠軍和總決賽MVP。過往曾效力於Cross Gaming、台北暗殺星（Taipei Assassins）、香港態度（Hong Kong Attitude）、Raise Gaming，曾為英皇娛樂子公司「英皇電競」電競總監，2022年創辦螞蟻娛樂。2024年4月，中華民國最高法院駁回劉的2021年網路販賣毒品案上訴、判處4年2月，全案定讞，5月16日於台中監獄發監執行。前女友是香港DJ樂宜。現任女友是台灣藝人篠崎泫。

## 簡介
劉偉健主要參與英雄聯盟職業賽事，曾為台北暗殺星職業隊伍中路選手，並在2012年獲得S2英雄聯盟世界大賽冠軍，後轉隊於香港電子競技戰隊，後期因合約糾紛長達1年處於無法上場比賽或直播實況的冷凍狀態。2016宣布復出，擔任銳思娛樂旗下Raise Gaming戰隊教練。2017年由銳思娛樂向LMS職業聯賽委員會提出的經營權轉移申請已審核通過，全數轉移給英皇娛樂集團旗下之英皇電競，擔任旗下戰隊電競總監兼總教練，
2018年6月卸下總教練職務轉任監督。劉偉健同時也是位遊戲實況玩家，於Twitch實況頻道直播最高同時收看人數多達十萬人。
2022年3月17日，劉偉健接受ETtoday新聞雲專訪時宣布，他已組建「螞蟻戰隊」（ANT ESPORTS CLUB），將全面進軍電競聯賽尚未成熟的《Apex 英雄》，替台灣電競貢獻一己之力。

## 獎項
- 2012/04/30 2012NGF Second Place亞軍。
- 2012/05/05 2012GPL超級聯賽開幕賽冠軍。
- 2012/05/29 2012GO4LOL亞洲區決賽冠軍。
- 2012/06/17 2012tarsWar7冠軍。
- 2012/07/15 2012PL5臺灣預選賽冠軍。
- 2012/10/13 S2英雄聯盟世界大賽冠軍。[11]
- 2013/05/26 2013英雄聯盟All Star 全明星賽中路技巧挑戰賽冠軍。[12]
- 2017/08/04 英雄聯盟王者回歸世界邀請賽亞軍。
- 2018/01/14 英雄联盟LMS後勤特趣盃冠軍。[13]

## 著作
| 年份 | 書名                                         | 出版社   | ISBN                   |
| ---- | -------------------------------------------- | -------- | ---------------------- |
| 2019 | 《我是傳奇：英雄聯盟世界冠軍Toyz的人生實況》 | 時報出版 | ISBN 978-957-13-7782-7 |

## 影視作品

### MV
- 2018年蕭小M 《再見單身狗》 客串演出
- 2018年洪卓立x屎萊姆  《獻醜合唱版》 客串演出
- 2018年黃明志 ft.DJ KOO @TRF 《Boy Meets Girl 2020 Remix》 客串演出

## 獎項
| 年份 | 典禮        | 獎項       | 作品                                                               | 結果 |
| ---- | ----------- | ---------- | ------------------------------------------------------------------ | ---- |
| 2021 | 第3屆走鐘獎 | 一級玩家獎 | 遇到超有錢外掛玩家！與土豪外掛仔的單挑賭注！贏了就爽賺五十萬台幣？ | 提名 |

## 糾紛及爭議
- 劉偉健於HKES後期，因與HKES在合約方面無法達成共識，長達1年處於無法上場比賽或直播實況的冷凍狀態，故走上法律途徑，最終以210萬港幣的和解金予HKES換取終止合約[14]，而後創立主要由TPA 二隊成員組成的Raise Gaming 。
- 劉偉健於2019年7月7日在自己的YouTube頻道上傳一則影片「米其林餐廳還能踩雷？牛排咬不爛＋蒼蠅飛來飛去！竟然還吃到未來漢堡？」對台北米其林指南餐廳評論。該店主廚回應「針對此單一事件我們目前正在與律師進行討論，不排除提告或採取法律行動」。[15]
- 在Toyz推出自傳《我是傳奇：英雄聯盟世界冠軍Toyz的人生實況》後，前東家HKA創辦人鍾培生拍影片直指書中內容與事實不符，而Toyz回應請他提告，在鍾培生最新上傳的影片中表示已於 22 日寄出律師信，雙方再次開戰。[16]
- 2019年香港特別行政區政府提交香港立法會審議2019年逃犯及刑事事宜相互法律協助法例（修訂）條例草案（下稱逃犯條例），遭部分香港市民抗议。在實況中劉偉健被問到這件事的看法，他僅表示自己政治冷感，認為這只是單純的移交逃犯的條例，引起極大迴響，被指其政治意識取態接近中國共產黨。[17]後來劉偉健在压力下發表聲明，表示自己沒有理解逃犯條例的情況下，發表無知及愚蠢的言論，並就此躹躬致歉[18]。
- 2021年7月15日在遊戲《天涯明月刀M》與遊戲實況主「統神」張嘉航進行對戰，因統神與劉偉健多次對戰失敗，劉偉健要求統神依照廠商腳本更換遊戲名稱為「Toyz的狗」，引起統神不滿。[19]爾後Toyz上傳相關影片引起網友關注，不久該頻道受到版權警告。同年7月19日，「館長」陳之漢的節目《誰來Talk館》邀請統神及其胞兄「國動」張葦航互動聊天，統神在節目中還原了爆氣經過，說明兩人私下不是很熟，只有出席幾次的活動有見過面，Toyz卻在單挑過程中不斷發出怪聲挑釁，使他情緒大受影響；同時強調，當時官方人員在場卻並未出面制止，讓他感到相當不滿。[20]
- 2021年9月28日，台中地檢署檢察官指揮彰化縣警察局刑事警察大隊於Toyz新北市住處查獲近200支大麻菸彈，大麻為《毒品危害防制條例》二級毒品，Toyz因涉嫌販賣二級毒品而被警方帶回偵訊後移送台中地檢署；檢察官偵訊後，當晚向台中地方法院聲請羈押。[21]2021年11月26日，因羈押期滿，Toyz被轉至法務部矯正署台中戒治所勒戒。2022年1月3日，因台中戒治所認為Toyz已無吸毒傾向，Toyz獲釋。[22]同年11月24日，台中地方法院依《毒品危害防制條例》之「販賣二級毒品罪」判處Toyz四年兩個月監禁，刑期本身已因被告認罪且對犯行供認不諱而作酌減，且並未宣告執行或赦免後驅逐出境。[23]2023年12月6日，台中高分院對案件進行二審，決定駁回上訴，全案可上訴。[24]
- 2022年1月15日經媒體報導，Toyz因不滿被羈押後雙子娛樂負責人周周未經同意更改社群媒體的密碼，對周周提告侵占、背信等訴訟；同日，周周發布影片，表明雙方決裂原因是詐賭的賠償責任比重分配不攏，加上Toyz被羈押後認為周周企圖侵佔YouTube頻道，表示官司結束前頻道無限期停更。[25][26]後來雙方達成和解協議，撤回訴訟，且周周歸還包括YouTube和Facebook在內的四個帳號予Toyz。[27]
- 2023年7月5日，以300萬港元的拳酬受邀參與由加密貨幣公司JPEX主辦的拳擊比賽「拳上」，比賽訴求Toyz和鍾培生「化解恩怨」。最終比賽由鍾培生以壓倒性姿態獲勝，最後在主辦單位見證下，以雙方擁抱結束。[28]
- 2023年12月4日，Toyz在星光電競大賞上擔任娛樂效果獎的頒獎人，結果被獲獎人「統神」張嘉航直接在台上開嗆「販毒狗」。事件發生翌日，Toyz開網路直播致歉，並拿出鐵鎚砸碎當初在英雄联盟第二赛季全球总决赛中獲得世界冠軍戒指，並宣佈退出電競行業。[29]
- 2024年1月20日，Toyz與其友人在網紅超派人生的日式料理店，因評論其店內用餐感想，部分言論引起該店老闆超哥不滿進而發生爭執，被超哥與其的小弟毆打，導致身上多處嚴重皮外傷，後續送醫並在頭部縫了10針，後Toyz委託律師向警方提告超哥涉嫌殺人未遂、傷害、恐嚇及組織犯罪等罪[30]。

## 外部連結
- 劉偉健的Facebook專頁
- YouTube上的Toyz遊戲頻道
- YouTube上的Toyz的生活頻道
- 劉偉健的Twitch频道（2016-2020）[]
- Toyz（页面存档备份，存于） 的職業生涯資料
- Toyz的Instagram （页面存档备份，存于）